# Ediciones de Mente
Ediciones de Mente es una editorial argentina. Es la marca insignia de la empresa Juegos & Co. SRL. Fue fundada en 1980 en Buenos Aires por Jaime Poniachik y Daniel Samoilovich. 
Nació como una agencia de servicios periodísticos dedicada a proveer de pasatiempos y juegos a diarios, revistas y empresas. En 1982 pasó a publicar su primera revista propia, Juegos para Gente de Mente, y en 1986 nació la revista Quijote. También hacia 1986 la editorial comenzó a publicar libros de ingenio, lógica y juegos matemáticos. En 1987, el equipo creativo de la editorial generó el juego Carrera de Mente, que coeditó con la empresa Ruibal Hnos. SRL.
Quedaban así definidos los cuatro campos de trabajo de la empresa: revistas, libros, juegos de tablero y servicios periodísticos.

## Revistas
En la actualidad, la editorial publica en Argentina diez títulos de revistas de pasatiempos, con más de 150 salidas anuales; entre ellas se cuenta la revista quincenal Quijote, que es la revista de pasatiempos de mayor circulación de la Argentina. Entre los pasatiempos originales inventados por el equipo creativo de la editorial se cuenta el pasatiempo Batalla naval, versión del pasatiempo original en la que juega una sola persona.

## Libros
La empresa cuenta con un fondo editorial activo de unos 120 títulos, que abarcan colecciones de ingenio, ejercicios de pensamiento lateral, problemas policiales, juegos de lógica, instrucciones de juegos y humor.

## Juegos de tablero
El juego Carrera de Mente lleva publicadas más de diez ediciones, siendo ya un clásico de los hogares argentinos.

## Servicios periodísticos
Ediciones de Mente mantiene desde su nacimiento una división de servicios periodísticos y publicitarios que elabora juegos y pasatiempos para su uso por empresas, agencias de publicidad, programas de radio y televisión y medios escritos de Argentina, España y Uruguay.

## Coediciones
Fuera de Argentina, Ediciones de Mente ha realizado diversas coediciones de libros y revistas con, entre otras, las editoriales Zugarto, de Madrid, RBA Libros de Barcelona y Ril Editores de Chile. La editorial ha provisto de tiradas especiales de algunos de sus títulos a la Secretaría de Educación Pública de México, el Ministerio de Educación y Cultura de Uruguay, el Ministerio de Desarrollo Social de la Provincia de Buenos Aires, el Ministerio de Educación, Ciencia y Tecnología de Argentina y el Ministerio de Educación de Chile.
Participa también del programa de ventas especiales a las bibliotecas populares coordinadas por la Comisión Nacional de Bibliotecas Populares (CONABIP).
La editorial ha patrocinado en diversas oportunidades la selección y participación del equipo argentino a la competencia internacional World Puzzle Championship.